# ベオグラード包囲戦 (1456年)
1456年のベオグラード包囲戦は、1456年7月4日から7月22日にかけてベオグラード要塞で行われた包囲戦である。
1453年のコンスタンティノープルの陥落後に、オスマン皇帝メフメト2世はハンガリー王国を服従させるために資力を再結集した。皇帝の当面の目標はベオグラード要塞だった。過去20年でオスマン帝国と何度も戦ったフニャディ・ヤーノシュが、要塞防衛に備えた。
包囲戦は大規模な戦闘に発展し、ヤーノシュの急激な反撃によりオスマン軍の陣地が制圧され、最終的に負傷したメフメト2世が包囲を諦めて、撤退させられた。この戦いは重要な結果をもたらした。ハンガリー王国の南方の国境を半世紀以上も安定させ、オスマン帝国のヨーロッパ侵攻を大幅に遅らせた。
過去にすべてのキリスト教国に対してベオグラード防衛の勝利祈願を依頼していたので、教皇はこの日を記念する法令を発して勝利を祝った。これにより、戦いの前に教皇が制定し、カトリックと古いプロテスタント教会で行われる正午の鐘の儀式が勝利を記念して行われたという伝説が生まれた。それ以来、勝利の日である7月22日がハンガリーの祝日になっている。

## 準備
1455年の終わりに、フニャディ・ヤーノシュは防衛の準備を始めた。彼は自費で、義兄弟のシラージ・ミハーイと息子のラースローの指揮下で強力な守備隊を置き、要塞を準備して、武装させた。さらに、信頼できる軍と、追加で200のコルベット艦隊を編成した。男爵たちはオスマン帝国の脅威よりむしろ成長するフニャディの力に恐れて、完全に放任された。
フニャディと同盟を組んだイタリアのフランシスコ会の修道士ジョヴァンニ・ダ・カピストラーノが説教して農民と地方領主をフニャディの大義に惹き付け、十字軍結成を勧めた。新兵は武装しておらず、多くは投石器と大鎌しか持たなかったが、非常にやる気に満ちていた。新兵はフニャディの旗下に来て、中核はベテラン傭兵の小さい部隊と下級騎士の少数部隊で構成された。全体として、フニャディは25–30,000人の軍を編成した。

## 包囲
フニャディ・ヤーノシュが軍を集める前に、メフメト2世の軍（早期の説明では160,000人。最新の研究によれば、60–70,000人）がベオグラードに到着した。包囲戦は1456年7月4日に始まった。シラージは城にいた5,000人から7,000人に頼るしかなかった。7月29日、メフメト2世は岬の首に包囲を仕掛け、射石砲で城壁に激しく砲撃した。兵を3つのセクションに配置した。Rumelian軍団は大砲300門のほとんどを持ち、川の艦隊200隻は残りを持った。Rumelianは右翼に配置され、Anatolian軍団は左翼に配置された。中央には、皇帝の私兵イェニチェリと指揮所が配置された。Anatolian軍団とイェニチェリはともに重装歩兵の軍団だった。メフメト2世は川の艦隊を主にベオグラードの北西に配置し、沼地をパトロールさせ、要塞が強化されないようにした。また、歩兵がフニャディ軍に包囲されないように、南西のサヴァ川に注意を払った。ドナウ川東方からの地帯は、右側で包囲されないように、皇帝の封建的な騎兵隊であるスィパーヒーに守護された。

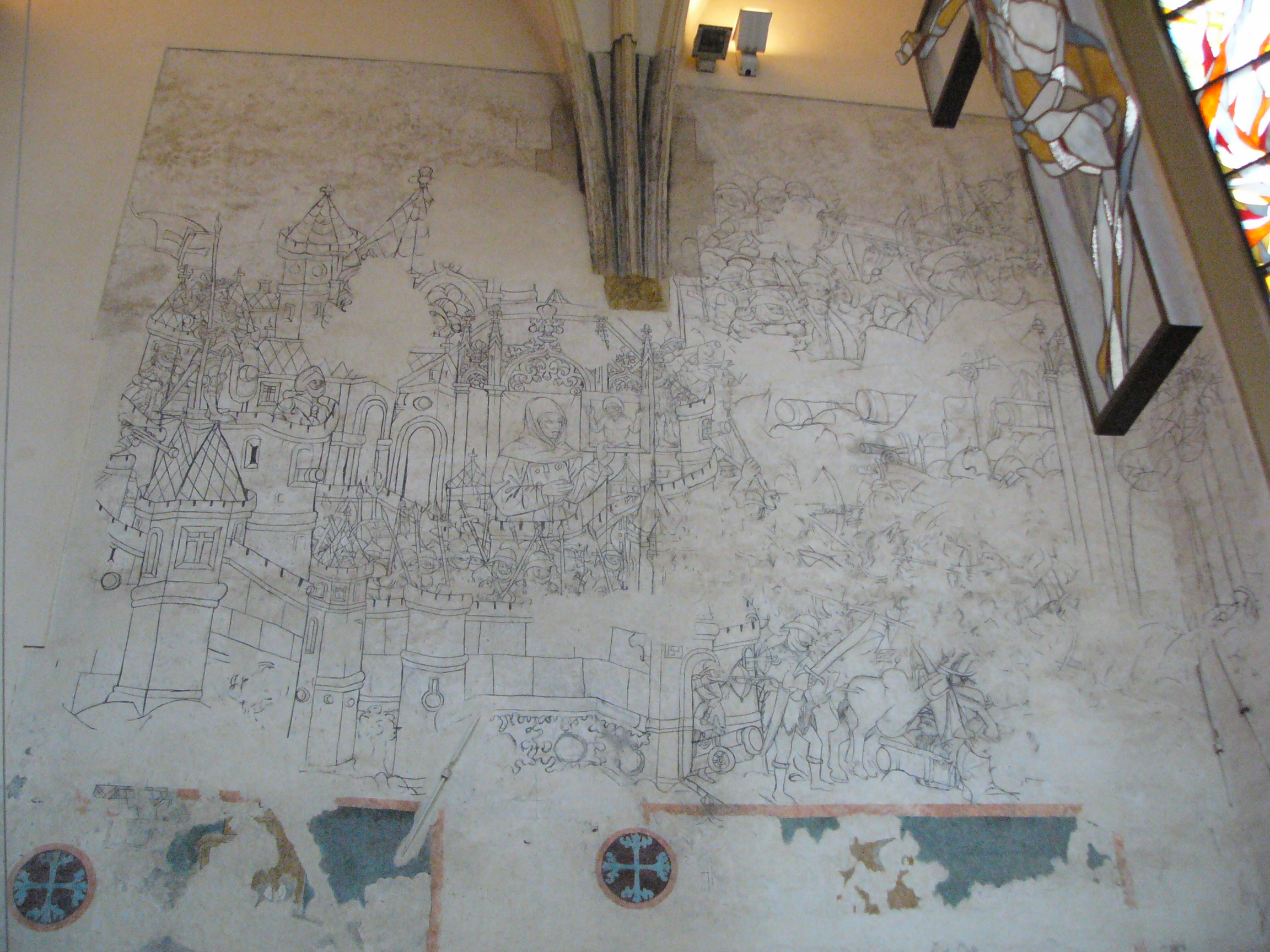
Gothic fresco of the siege of Belgrade from 1468, in a Church in Olomouc (Czech Republic). Probably the oldest depiction of the battle; shows Giovanni da Capistrano and John Hunyadi.

フニャディがこれを知らされた時、ハンガリーの南で追加の軽騎兵を軍に補充していたところであり、これにより包囲を破るつもりだった。比較的少ないものの、仲間の貴族が戦力を進んで提供していて、さらに農民も戦力を進んで提供した。修道士ジョヴァンニ・ダ・カピストラーノはバチカンからハンガリーに派遣され、異端者に反対を唱え、オスマン帝国に対する十字軍を結成するように呼び掛けた。カピストラーノは大きいが、訓練も装備もない農民軍を何とか育て、その軍とともにベオグラードに進軍した。カピストラーノとフニャディは指揮系統は別だが共に向かった。2人合わせて40,000人から50,000人の戦力を集めていた。
数で負けていた防衛軍は、主に当時バルカン半島で最高の設計の一つだったベオグラードの難攻不落な城に頼っていた。ベオグラードは53年前にステファン・ラザレヴィチによりセルビア専制公国の首都に指定されていた。

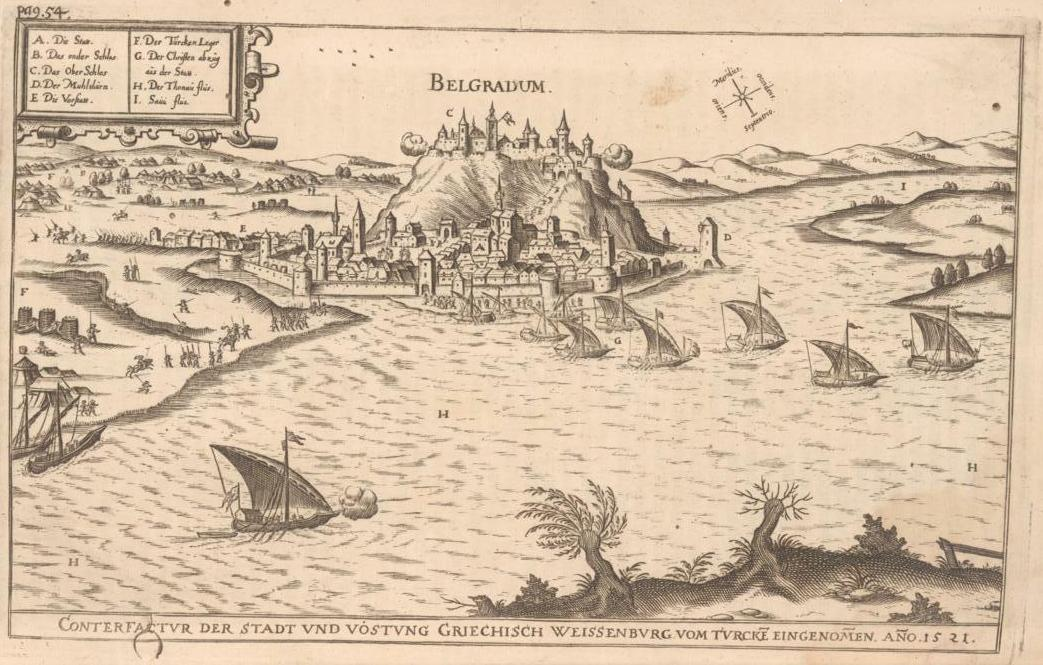
Fortress of Belgrade as it looked in the Middle Ages. The lower and upper town with the palace are visible.

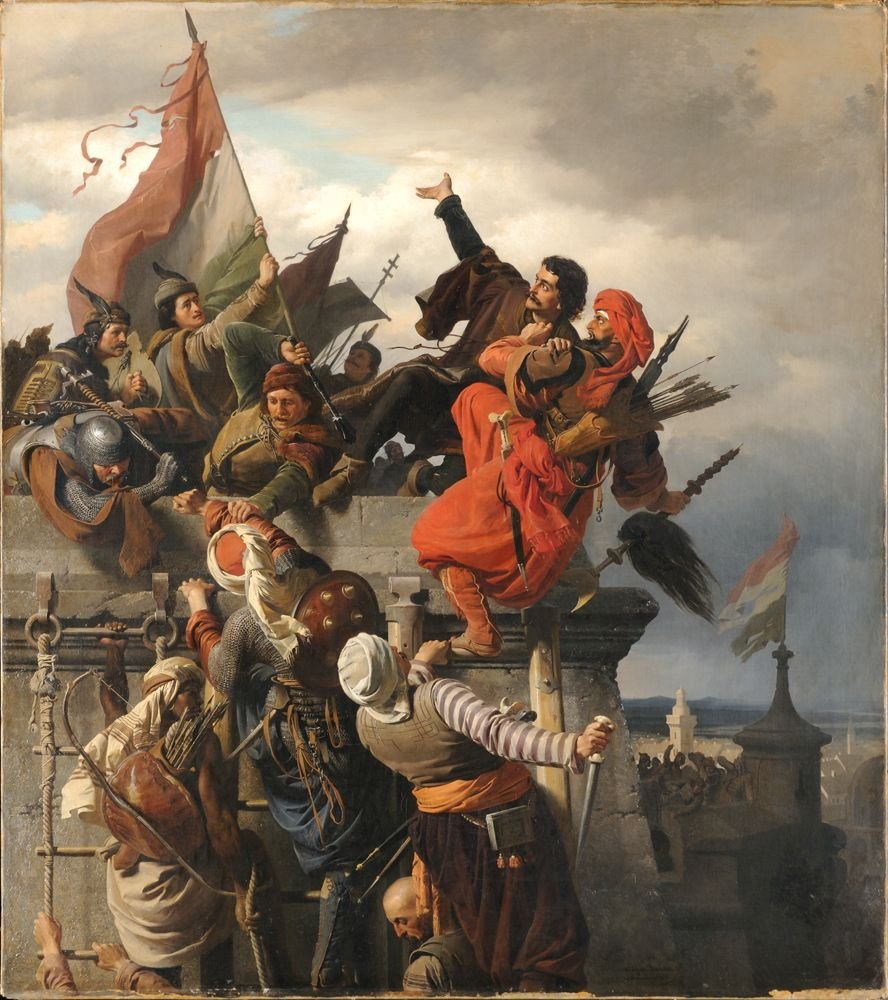
The heroism of Titusz Dugovics grabbing the Ottoman standard-bearer while both of them plunge to their deaths.

要塞は3つの防衛線をつけた手の込んだ形で設計された。宮殿があった内側の城、軍事基地があった巨大なアッパータウン、4つの門と二重の壁、都市の中央にはカテドラルがあった下町とドナウ川の港があった。建物への尽力は中世における最も手の込んだ軍事施設の一つだった。包囲戦の後に、ハンガリーは北と南を強化し、追加の門といくつかのタワーを建て、その中の一つ、ネボイシャの塔は射撃のために作られた。
1456年7月14日、フニャディはドナウ川の艦隊とともに完全に包囲されたベオグラードに到着し、オスマン帝国海軍はドナウ川にまたがって位置していた。7月14日、海軍の封鎖を壊滅させ、オスマンのガレー船4隻を沈め、大戦艦4隻、小戦艦20隻を拿捕した。オスマン皇帝の艦隊を壊滅させたことにより、フニャディは軍と待望の食糧を市内に運ぶことができ、要塞の防衛が強化された。
しかし、メフメト2世は包囲を止めるつもりはなく、1週間激しく砲撃して、要塞の城壁は数ヶ所で破られた。7月21日、メフメト2世は総攻撃を命じ、日没から始めて一晩中続けた。包囲している軍は市内になだれ込み、要塞に攻撃し始めた。包囲戦における最も重要な局面であり、フニャディは防衛軍に命じてタールを塗った木や他の可燃物を投げさせ、炎上させた。すぐに、炎の壁により市内で戦っているイェニチェリとアッパータウンの隙間を突破しようとしている仲間の兵士が引き離された。包囲されたイェニチェリとアッパータウンのシラージの軍との激戦はキリスト教徒側に有利に展開され、ハンガリーは城壁外部からの激しい攻撃を何とか撃退した。市内に残っていたイェニチェリは虐殺され、アッパータウンを突破しようとしていたオスマン軍は大損害を被った。

## 戦闘

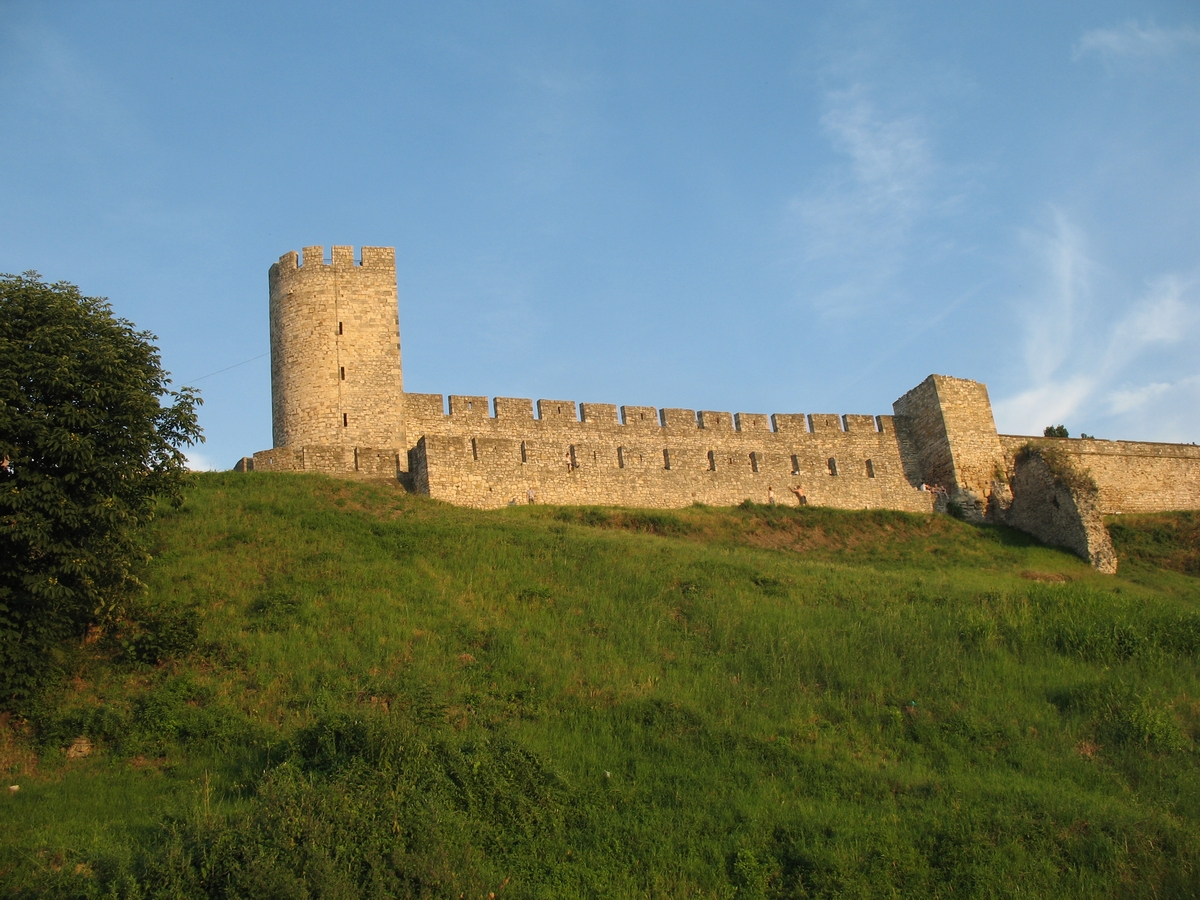
17世紀以降のベオグラード要塞の北の城壁

翌日、予期せぬことが起こった。誰に聞いても、農民の十字軍は自発的な行動を開始し、カピストラーノとフニャディはこの状況を利用せざるを得なかった。フニャディが防衛軍にオスマン軍の陣地を荒らさないように命じたにも関わらず、一部の部隊が壊れた城壁から抜け出して、オスマン軍の向かい側に陣取り、敵軍に嫌がらせを始めた。オスマン軍のスィパーヒーは嫌がらせをする部隊を追い払おうとしたが失敗した。すぐに、防衛軍が城壁外部の部隊に加わり、離れた衝突から始まったことが、すぐに全面戦争に発展した。
最初、カピストラーノは兵士に対して城壁の中に戻るように命じようとしたが、すぐに、およそ2,000人の徴用された農民兵に囲まれていることに気が付き、泣きながら「The Lord who made the beginning will take care of the finish!」と言い、サヴァ川を渡って後方からオスマン軍に向かわせた。同時に、フニャディはオスマンの陣地に砲撃のポジションを取るべく決死の突撃を始めた。

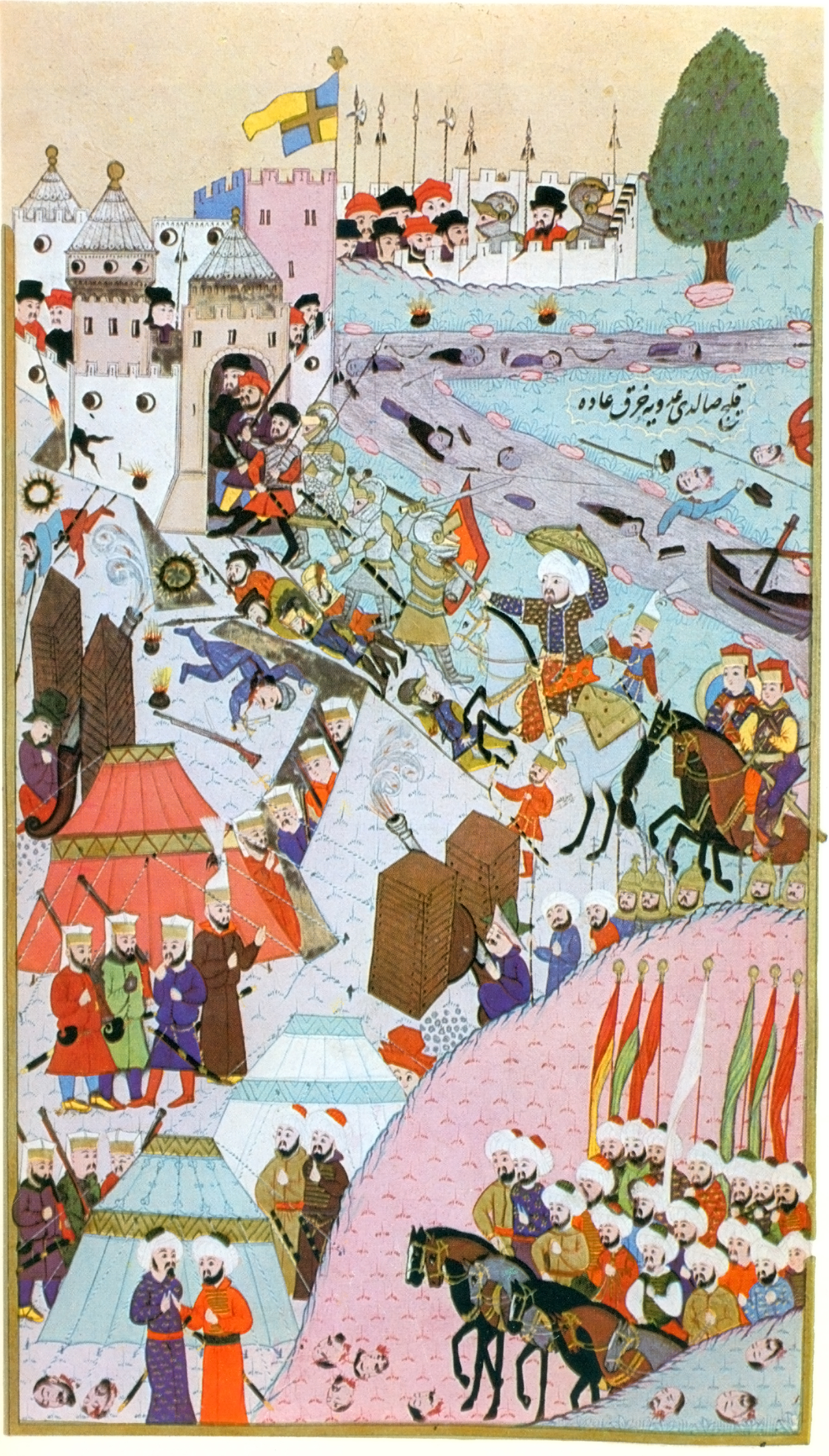
1456年のベオグラード包囲戦（Hünername 1584年）

事態の妙な展開で不意を突かれ、一部の年代記編者が述べているように、一見して不可解な恐怖に身がすくんだか、オスマン軍は素早く逃亡した。オスマン皇帝の護衛イェニチェリおよそ5,000人は必死にパニックを抑え、陣地を取り返そうとしたが、それまでにフニャディの軍が計画にない戦いに参加していたので、オスマン軍の努力は絶望的になった。オスマン皇帝自身は戦いに身を投じ、一騎討ちで騎士を殺したが、太ももに矢が刺さり、意識を失った。戦後、ハンガリーの襲撃者は城壁の後ろで夜を過ごし、起こり得る再戦を警戒することになっていたが、オスマン軍は決して反撃しに来なかった。
夜陰に乗じて、オスマン軍は、140台の馬車に負傷者を乗せて急いでコンスタンティノープルまで撤退した。

## 余波
しかし、ハンガリーは勝利のために多大な犠牲を払った。ペストが陣中に発生して、フニャディ・ヤーノシュ自身も3週間後の1456年8月11日に亡くなった。トランシルバニアの首都ジュラフェヘールヴァール（現在のアルバ・ユリア）の聖ミハイ聖堂に埋葬された。
要塞の設計が包囲戦における利点を証明したので、ハンガリーによりいくつかの追加の補強が施された。オスマン軍がアッパータウンで破壊して弱体化した東の外壁がZindan gateと重いNebojša towerで強化された。これによりメフメト2世の曾孫
スレイマン1世が1521年の包囲戦で占領するまで大改装されることはなかった。

## 正午の鐘
ローマ教皇カリストゥス3世は、信者に街の守護者に祈るように呼び掛け、すべての教会の鐘を毎日正午に鳴らすように命じた。多くの国（イギリスとスペイン王国など）で勝利の知らせが命令の前に届き、正午の鐘が勝利を記念するように変更されたので、正午の鐘の習慣は伝統的にベオグラードの勝利の国際的な記念とローマ教皇カリストゥス3世の命令に帰属している。教皇が命令を撤回しなかったので、カトリックと古いプロテスタント教会は未だにこの日に鐘を鳴らしている
また、この習慣はプロテスタントと正教会の信徒の間で存在している。オックスフォード大学の歴史上で、イギリスでは勝利は鐘を鳴らすことと素晴らしい祝賀会で歓迎された。フニャディは勝利の知らせとともに特別なクーリエErasmus Fullarを派遣した。

## 遺産

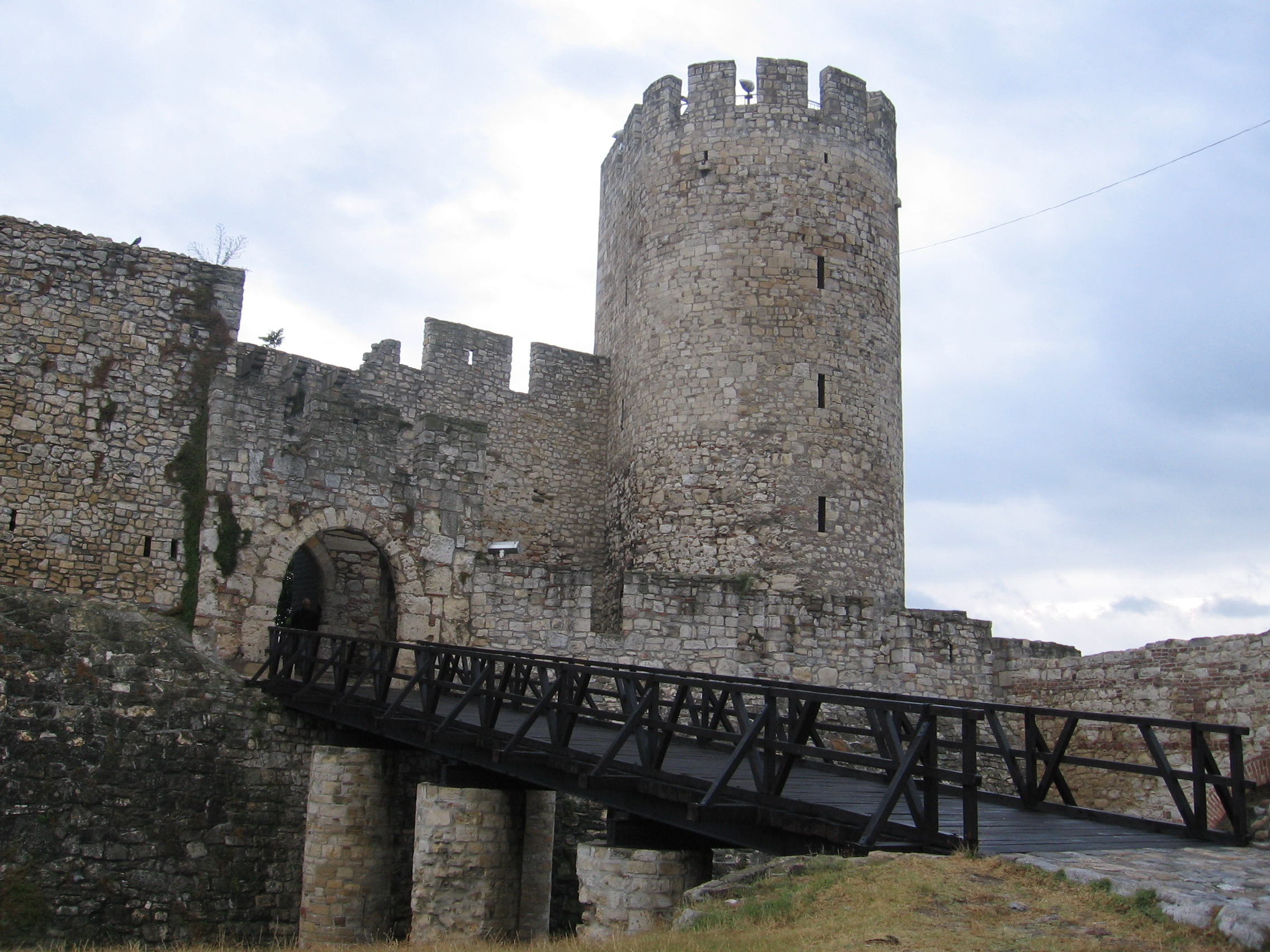
ベオグラード要塞の一部（17世紀）

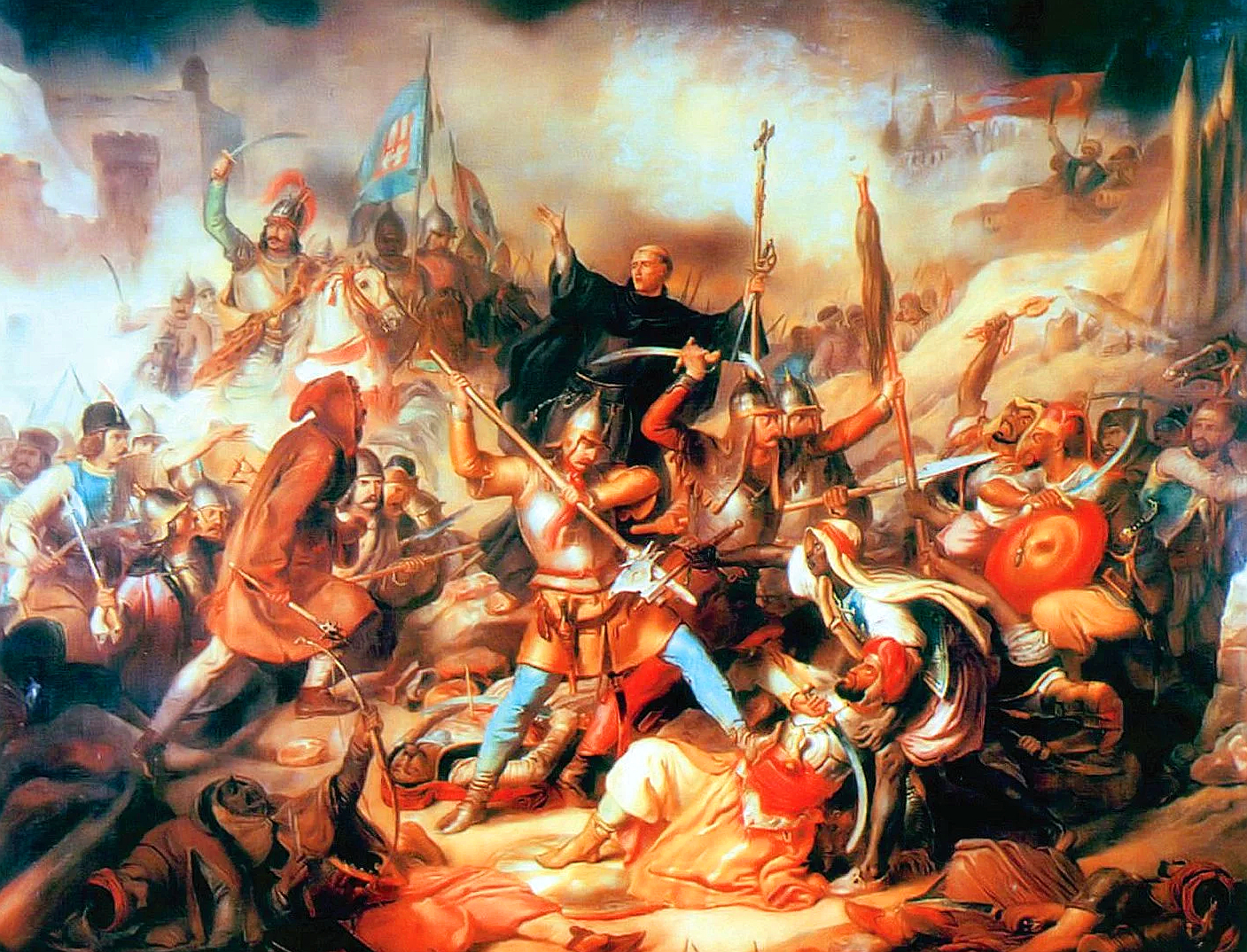
Battle of Nándorfehérvár, Hungarian painting from the 19th century. In the middle Giovanni da Capistrano with the cross in his hand.

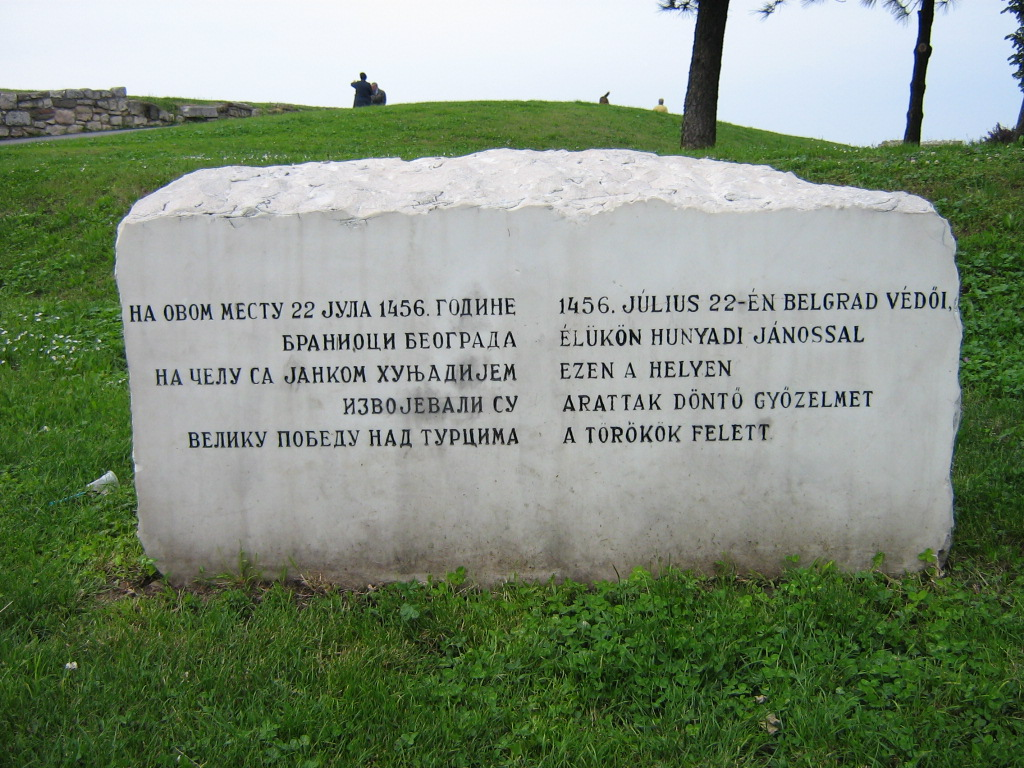
Stone in the Kalemegdan Park, in Belgrade, with engraved inscription on the place where Christian forces under command of John Hunyadi won the battle against the Ottomans in 1456.

オトラントの戦いやクロアチアとシュタイアーマルク公国の急襲はあったが、この勝利でオスマン帝国のヨーロッパ侵攻を70年間も止めた。ベオグラードは、1521年の包囲戦で陥落するまで、ハンガリーをオスマンの攻撃から守り続けた。
ベオグラード包囲戦でメフメト2世の中央ヨーロッパ侵攻を止めたが、セルビアとボスニアが帝国に併合された。ワラキア、クリミア・ハン国、モルダヴィアは、メフメト2世の征服に対して軍事的に頑強に抵抗したので、単に属国になった。オスマン皇帝がハンガリーを直接攻撃せず、ベオグラード包囲戦に失敗してからこの方面での侵攻を諦めた理由はいくつかある。ベオグラードの変事で、セルビアとボスニアが作戦における安全な基地に変わるまで、帝国がさらに拡張することはできないと示された。さらに、バルカン半島において、ハンガリー王マーチャーシュ1世の下でハンガリーの大きな政治と軍の力が確実にためらわせた。また、メフメト2世はモルドバとワラキアの不服従な属国を鎮圧することに気を取られていた。
ベオグラードでのフニャディの勝利により、ヴラド3世とモルドヴァ公シュテファン3世はそれぞれの領地で権力を握り、フニャディ自身は息子のマーチャーシュをハンガリー王に即位させるために労を惜しまなかった。
激しい抵抗とフニャディの効果的なリーダーシップにより、大胆不敵で野心家のオスマン皇帝がヨーロッパ内でバルカン半島までしか到達しなかった一方で、既に皇帝はオスマン帝国を数世紀もの間ヨーロッパ（アジアも）で最も恐れられる国の一つに変えつつあった。最終的にハンガリーのほとんどは1526年のモハーチの戦いで占領された。オスマンのムスリムのヨーロッパ侵攻は1529年の第一次ウィーン包囲まで脅威的な成功を収め続け、ヨーロッパでのオスマン帝国の力は1683年の第二次ウィーン包囲まで強大で脅威的だった。

## 文学と芸術
敗北してブルガリアまで撤退している間、敗北と少なくとも24,000人の最高の兵士が戦死したことに、メフメト2世は制御不能なほどに激怒し、処刑する前に剣で将軍を負傷させたと言われている。その後、モルドヴァ公シュテファン3世と衝突するようになり、ヴァスルイの戦いでよりひどい敗北を喫し、アルバ渓谷の戦いでピュロスの勝利という結果になった。
イギリスの詩人、劇作家のHannah Brandはその戦いとベオグラード包囲戦に関する5幕の悲劇を書き、1791年に初めて上演された。キリスト教国の視点による架空の物語はChristian Cameronだった、Tom Swan and the Siege of Belgrade from 2014 to 2015.。